# もずく、ウォーキング!
『もずく、ウォーキング!』は、施川ユウキによる日本のギャグ漫画。
『ヤングチャンピオン』（秋田書店、第2,第4火曜日発売）2004年16号（2004年7月27日発売）および同年19号（2004年9月14日発売）での読み切り作品を経て、同誌2005年1号（2004年12月14日発売）から2008年6号（2008年2月26日発売）まで連載していた。コミックスは全3巻。
哲学する犬、もずくともずくを飼っている藤村家の日常をギャグとウンチクで描く。動物キャラクターは人間並みに思考し人語を理解することができ、かつ動物キャラクター同士で会話をすることが可能だが、人物キャラクターは動物キャラクターを通常のペット/動物として扱う。それまで4コマ漫画を描いてきた作者にとってはじめてのストーリー作品。

## 登場キャラクター

### 主要キャラクター
もずく
主人公。犬種はノーフォークテリアらしい。小型の座敷犬で長毛種のシングルコート。薀蓄（ウンチク）博士。ニート。作者は「不格好なスヌーピー」というイメージで描いていた。
藤村サチ
長女。もずくを愛する小学4年生。時に天然特有の毒舌発言あり。工作好き。
藤村イサオ
サチの弟。小学3年生。藤村家の中で、一番頭が良さそうな意見を述べる。
藤村母
藤村家の要。もずくを使い方色々面白便利グッズと思っている。
藤村父
藤村家家長。犬が苦手。もずくを通して克服したいと思っている。
猫（♀）
藤村家に出入りするメスの野良猫。もずくが苦手とする相手。
ダルメシアン（♂）
世界中を旅し、万物を見てきたという老犬。話し好き。第10話、第27話、第51話、第73話に登場。
もぐら（♂）
言っている事は大きい。アンダーグラウンドで生活している。第13話、第35話、第68話、第69話に登場。
サクラ
飼い主が引っ越すときに置いていかれ、空家に住んでいた雌犬。そのため、もずくに会うまでずっとふさぎこんでいた。しっぽが草牡丹に似ている。第68話、第69話に登場。

### 単発キャラクター（第1巻収録分）
マシロ（♂）
体毛が真っ白なため「マシロ」と名付けられた犬。非常に臆病。第5話に登場。
サトミ
サチの友達で、マシロの飼い主。第5話に登場。
チロ（♂）
犬種はミニチュアピンシャー。本能に従って走る。第12話に登場。
セントバーナード（♂）
散歩中のもずくと出会った。第12話に登場。
ミニチュアダックスフンド（♀）
獣の「社会性の無さ」をもずくに説く。第12話に登場。
ダニー（♂）
外見がもずくと相似形の犬。第16話に登場。
オニヒトデ先生
もずくの夢に現れた、オニヒトデの教職員。第22話に登場。
子犬
鼻メガネを掛けたもずくをサンタと勘違いした。第25話に登場。

### 単発キャラクター（第2巻収録分）
親戚の子供
純粋な眼差しでプロレス技をかけてくる。第28話に登場。
コロ（♂）
野良犬。コロ（♀）に関することを知りたがっている。第33話に登場。
コロ（♀）
コロ（♂）に好かれている。第33話に登場。
コロ（蛇）
もずくとコロ（♂）とコロ（♀）とのやりとりの間ずっと寝ていた。コロは「殺」と書く。第33話に登場。
ヒッパルコス
犬種はミニチュアシュナウザー。名前は古代ギリシアの天文学者からとった。引っ張りがすごい。第34話に登場。
モモ
サチの学校で飼っているウサギ。アメリカかぶれで、アメリカンスラングを連発する。第41話に登場。
レクター
塀の向こうでうなり声を上げる正体不明の動物。第45話に登場。
3匹の仔猫
バッグから頭を出したもずくを亀だと勘違いした。第46話に登場。
トナカイ
クリスマスにもずくの夢に現れた。第49話に登場。
亀
引っ込み思案で甲羅から頭を出せずにいた。第52話に登場。

### 単発キャラクター（第3巻収録分）
女子
モテ系スイーツで愛され系女子を目指す。第53話に登場。
カーレン
街中の靴の片方だけを盗む黒猫。第54話に登場。
カラス
犬になろうと努力するカラス。第59話に登場。
バット
犬種はチベタンテリア。「鬼面角」という種のサボテンの刺の本数を毎朝数えている。第61話に登場。
リスの姉妹
もずくの夢の中に現れた。第62話に登場。
ユキエ
サチの従姉妹。小説家を目指している。第64話に登場。
悟空
キント雲のような相貌をしており、漫画『ドラゴンボール』の主人公「悟空」のような話し方をする犬。第65話に登場。
ボニー&クライド
サチが金魚すくいで取ってきた2尾の金魚。サチは毎日観察日記をつけていた。第66話に登場。
フリオ
野良犬。もずくの友達。不思議な事をよく言う。第71話に登場。

### 単発キャラクター（読み切り掲載分）
同級生の女子
もずくとカマキリのスケッチをサチと一緒に描いた。1度目の読み切り版『もずく、ウォーキング!』（ヤングチャンピオン2004年16号掲載）に登場。
ちくわ
犬種はチワワ。関西弁を喋る。もずくと喧嘩した。2度目の読み切り版『もずく、ウォーキング!』（ヤングチャンピオン2004年19号掲載）に登場。
ユウコ
サチの友達で、ちくわの飼い主。2度目の読み切り版『もずく、ウォーキング!』に登場。

### 「ルッコラ」シリーズ関連キャラクター
ルッコラ
サチが気に入っているテレビアニメの主人公犬。第57話、第60話、第67話、第74話に登場。
ハムさん
ハムスター。ルッコラの相棒。いつもルッコラの背中で笑っている。第57話、第67話、第74話に登場。
ねじ丸
ルッコラの宿敵のロボ犬。ねじ丸を模った玩具も発売されている。第67話に登場。

## 単行本
- 施川ユウキ 『もずく、ウォーキング!』 秋田書店〈ヤングチャンピオンコミックス〉、全3巻
  1. 第1巻 - 2006年4月7日発売。ISBN 4-253-14981-2[5]
  2. 第2巻 - 2007年3月20日発売。ISBN 4-253-14982-0[6]
  3. 第3巻 - 2008年3月7日発売。ISBN 4-253-14983-9[7]

## 特典
お湯専用湯のみ
『サナギさん』第2巻・『もずく、ウォーキング!』第1巻同時発売にあたり製作された湯飲み。応募には単行本のオビと掲載誌についている応募券の組み合わせが必要だった。「湯飲み」は文字通り「湯」を飲むべきだという「浅い思いつき」で作られた。側面に「お湯」と記されている。当選者数は100名。

## 備考
雑誌掲載時はハシラ部分において次回予告がなされていたが、実際の内容とは異なる場合が多かった。
最終回にあたり、作者は一番好きなサブキャラを「サクラ」、一番好きなエピソードを「ツタンカーメン!」（第74話）と述べた（ヤングチャンピオン2008年6号掲載）。
ヤングチャンピオン2008年8号（2008年3月25日発売）の読者コーナー「YCサポーターズ」にて、施川に対し『もずく、ウォーキング!』についての短いインタビューが行なわれた。